# Diocesi di Fragonis
La diocesi di Fragonis (in latino Dioecesis Phragonitana) è una sede soppressa e sede titolare della Chiesa cattolica.

## Storia
Fragonis, identificabile con Tell-El-Faraïn (Côm-Farraïn), è un'antica sede episcopale della provincia romana dell'Egitto Secondo nella diocesi civile d'Egitto e nel patriarcato di Alessandria.
Incerta è l'attribuzione del primo vescovo di Fragonis, Arpocrazio, che prese parte al concilio di Nicea del 325, e che gli editori dell'Index patrum Nicaenorum restitutus attribuiscono alla sede di Alfocranon. Infatti, le molte varianti presenti nelle liste note dei vescovi niceni, hanno indotto alcuni autori, tra cui Worp e Martin, a ipotizzare una corruzione nella trasmissione testuale e che il termine "Alfocranon" sia da correggere in "Fragonis".
Il primo vescovo certo di Fragonis è Agato, già menzionato in una lettera di Atanasio di Alessandria del 354 e che nel 362 è documentato tra i vescovi esiliati in seguito alla persecuzione di Giorgio d'Alessandria. Questo vescovo morì probabilmente nel 368, perché la lettera festale 40 di Atanasio, relativa a quell'anno, riferisce che la sede di Fragonis aveva un nuovo vescovo, Isacco, che era stato un asceta. Isacco è ancora documentato nel 375.
Nel V secolo sono noti due vescovi. Paolo prese parte al concilio di Efeso nel 431. Nestorio è documentato in due occasioni: fu presente al concilio di Calcedonia nel 451, e nel 458 sottoscrisse la lettera dei vescovi dell'Egitto Secondo all'imperatore Leone dopo la morte di Proterio di Alessandria;
Dal 1933 Fragonis è annoverata tra le sedi vescovili titolari della Chiesa cattolica; la sede finora non è mai stata assegnata.

## Cronotassi dei vescovi
- Arpocrazio ? † (menzionato nel 325)
- Agato † (prima del 354 - dopo il 362)
- Isacco † (circa 368 - dopo il 375)
- Paolo † (menzionato nel 431)
- Nestorio † (prima del 451 - dopo il 458)